# آزادتپه ج
آزادتپه ج در شهرستان گرگان، بخش مرکزی، روستای هاشم‌آباد واقع شده و این اثر در تاریخ ۱۰ بهمن ۱۳۸۳ با شمارهٔ ثبت ۱۱۲۷۱ به‌عنوان یکی از آثار ملی ایران به ثبت رسیده است.